# Киколы
Киколы (укр. Киколи) — село,
Хаенковский сельский совет,
Ичнянский район,
Черниговская область,
Украина.
Код КОАТУУ — 7421788803. Население по переписи 2001 года составляло 24 человека .

## Географическое положение
Село Киколы находится на правом берегу реки Иченька,
выше по течению на расстоянии в 0,5 км расположено село Хаенки,
ниже по течению на расстоянии в 2 км расположено село Червоное,
на противоположном берегу — село Вороновка.
К селу примыкает лесной массив (сосна, дуб).

## История
- 1600 год — дата основания.